# Monaster Sanaksarski
Monaster Sanaksarski, pełna nazwa: Sanaksarski Monaster Narodzenia Matki Bożej (ros. Рождество-Богородичный Санаксарский мужской монастырь)) – męski klasztor prawosławny w odległości czterech kilometrów od miasta Tiemnikow, w jurysdykcji eparchii krasnosłobodskiej Rosyjskiego Kościoła Prawosławnego.
W latach 50. XVII wieku Łuka Jewsiukow, właściciel ziemi przylegającej do jeziora Sanaksar, zaprosił do osiedlenia się na niej igumena Teodozjusza. Mnich zamieszkał w pobliżu brzegu rzeki Mokszy, budując dla siebie drewnianą celę oraz kaplicę. W 1669 stał już na czele niewielkiej wspólnoty monastycznej. Razem z nią i z mieszkańcami Tiemnikowa zwrócił się do patriarchy moskiewskiego i całej Rusi Joazafa II z prośbą o zgodę na założenie samodzielnego monasteru i wzniesienie dla niego nowej drewnianej cerkwi. Zgodę otrzymał; poświęcenie budynku miało miejsce w 1676. Jednak już w 1681 mnisi zostali skierowani nad Bajkał, gdzie mieli od podstaw zakładać nowy klasztor, i na zawsze opuścili dotychczasowe miejsce. Monaster Sanaksarski nie przestał istnieć, lecz z powodu małej liczby mieszkańców został w 1753 podporządkowany jako filia monasterowi Zaśnięcia Matki Bożej w Sarowie.
W 1764 przełożonym klasztoru został mnich Teodor (Uszakow), dawny oficer armii carskiej, a następnie mnich Ławry św. Aleksandra Newskiego. Za sprawą jego interwencji na dworze carycy Katarzyny II ubogi Monaster Sanaksarski nie tylko nie został zamknięty, ale uzyskał wpis do ewidencji monasterów etatowych oraz ofiary pieniężne od carycy i hr. Aleksieja Orłowa. Dzięki uzyskanym w ten sposób środkom sytuacja klasztoru znacząco się poprawiła. W latach 1776–1780 w monasterze wzniesiono nowy sobór Narodzenia Matki Bożej z dolnym ołtarzem św. Jana Chrzciciela. Między rokiem 1776 a 1785 zbudowano kolejno pozostałe obiekty tworzące kompleks monasterski: cele mnichów, dzwonnicę, refektarz, szpital z cerkwią Włodzimierskiej Ikony Matki Bożej, mur otaczający klasztor oraz dom pielgrzyma. Pod koniec XVIII stulecia w klasztorze przebywało ponad 100 zakonników. Wielu z nich przed wstąpieniem do monasteru służyło w armii carskiej, co sprawiło, iż Monaster Sanaksarski był określany jako „gwardyjski monaster”. W 1817 w monasterze został pochowany Fiodor Uszakow.
W 1918 w klasztorze doszło do buntu, w czasie którego grupa mnichów usunęła z funkcji legalnie wybranego przełożonego ihumena Aleksandra (Urodowa). W 1929 monaster został ostatecznie zlikwidowany przez władze stalinowskie i zdewastowany - zniszczone zostały kopuły cerkwi oraz cmentarz mnichów. Przez pewien czas monaster zajmowała szkoła rolnicza.
W latach 70. XX wieku podjęty został remont klasztoru, uznanego za zabytek. Rosyjski Kościół Prawosławny odzyskał obiekt już po upadku ZSRR. W 1991, po reaktywacji prawosławnej eparchii sarańskiej i mordowskiej, jej zwierzchnik biskup Warsonofiusz (Sudakow) wyznaczył archimandrytę Barnabę (Safonowa) pierwszym przełożonym reaktywowanej wspólnoty. W 2014 honorowy tytuł przełożonego klasztoru nadano biskupowi krasnosłobodzkiemu.